# Josef Hirn (Historiker)

Josef Hirn im reifen Alter

Josef Hirn (* 10. Juli 1848 in Sterzing, Tirol; † 7. Februar 1917 in Bregenz, Vorarlberg) war ein österreichischer Historiker.

## Leben
Er war der Sohn des k.k. Straßenmeisters Alois Hirn und der Theresia, geb. Stolz. Nach der Volksschule besuchte er zunächst das Gymnasium in Brixen, dann übersiedelte er mit seiner Mutter nach Innsbruck, wo er 1866 am Akademischen Gymnasium die Reifeprüfung ablegte. In der Folge studierte er an der Universität Innsbruck Geschichte. 1871 promovierte er zum Doktor der Philosophie. Zu dieser Zeit unterrichtete er schon ein Jahr lang an der Oberrealschule in Salzburg. Von 1871 bis 1879 war er als Geschichtslehrer in Krems, dann kehrte er wieder nach Tirol zurück, wo er sieben Jahre am Pädagogium – der Lehrer- und Lehrerinnenbildungsanstalt in der Fallmerayerstraße – Unterricht erteilte. 
1882 strebte Hirn eine akademische Karriere an der philosophischen Fakultät der Universität Innsbruck an, jedoch wurde seine Habilitationsschrift vom liberal gesinnten Professor Arnold Busson unter Hinweis auf methodische Mängel und sachliche Irrtümer abgelehnt. Von klerikaler Seite wurde behauptet, dass nicht fachliche, sondern politische Gründe den Ausschlag gegeben hätten. 
Vier Jahre später (1886) konnte er mit der Unterstützung von Parteifreunden – einer der Fürsprecher war Erzherzog Karl Ludwig – die Bestellung und zum a.o. Professor für Tirolische Geschichte durchsetzen. 1897 wurde Hirn an die Universität Wien und zur Dienstleistung in das Unterrichtsministerium berufen. Nach dem Tod seines Lehrers Alfons Huber wurde er 1899 sein Nachfolger auf dem Lehrstuhl der österreichischen Geschichte.
Ab 1905 war er auch Lehrbeauftragter für Österreichische Geschichte an der Lehrerakademie Pädagogium Wien.
Hirn war auch in der Politik engagiert. Von 1889 bis 1897 war er Gemeinderat in Innsbruck, von 1898 bis 1901 vertrat er als Abgeordneter die Interessen der katholisch-konservativen Partei. 1892 bis 1897 gehörte er dem Landesschulrat an, dann wurde er an die Universität Wien und zur Dienstleistung in das Unterrichtsministerium berufen. 
1914 trat er in den Ruhestand und nahm seinen ständigen Aufenthalt in Bregenz, wo er am 7. Februar 1917 im 69. Lebensjahr stehend, verstarb.

## Bewertung durch die Nachwelt
Hirn war ein überzeugter und gläubiger Katholik – nach damaliger Sprechweise ein „Ultramontaner“ – der in einer Zeit des Liberalismus im habsburgischen Universitätssystem ein Außenseiter war und mehrfach auf liberalen Widerstand stieß. Seine Antrittsvorlesung an der Alma Mater Rudolfina in Wien am 20. Oktober 1899 geriet zum Fiasko und musste aufgrund der tumultartigen Zustände abgebrochen werden. Die fachlichen Qualitäten von Josef Hirn konnten aber auch seine ärgsten Widersacher nicht bestreiten. 
Eine kritische Würdigung von Hirns Werk und Einzelheiten zu seiner Laufbahn finden sich im Nachwort von Heinz Noflatscher zu Josef Hırn, Erzherzog Maximilian der Deutschmeister. Regent von Tirol, 2 Bde., unveränderter Nachdruck der Ausgabe Innsbruck 1915/1936, Bozen 1981.

## Ehrungen
- Ernennung zum Hofrat (1904)
- korrespondierendes Mitglied der Kaiserlichen Akademie der Wissenschaften in Wien
- Benennung der Josef-Hirn-Straße in Innsbruck[3]

## Werke
- Kirchen- und reichsrechtliche Verhältnisse des salzburgischen Suffraganbistums Gurk. Krems 1872.
- Erzherzog Ferdinand II. von Tirol: Geschichte seiner Regierung und seiner Länder. 2 Bände, Verlag Wagner, Innsbruck, 1885–1888 (Digitalisat).
- Kanzler Bienner und sein Prozess. In: Quellen und Forschungen zur Geschichte, Literatur und Sprache Österreichs und seiner Kronländer. Hrsg. von der Leo-Gesellschaft, Bd. 5, Innsbruck 1898 (Digitalisat).
- Tirols Erhebung im Jahre 1809. Verlag Schwick, Innsbruck, 1909 (Digitalisat).
- Erzherzog Maximilian der Deutschmeister, Regent von Tirol. 2 Bände, Bd. 1 und 2, Athesia Verlag 1981, Nachdr. [d. Ausg.] Innsbruck 1915 und 1936 (Inhaltsangabe Bd. 1), (Inhaltsangabe Bd. 2).
- Die lange Münze in Tirol und ihre Folgen, in: AfÖG, Bd. 104/1, 1914.
- Ein Ambraser Inventar. In: Zeitschrift des Ferdinandeums für Tirol und Vorarlberg. Dritte Folge. Einunddreißigstes Heft (1887) (Digitalisat).
- Die Kriegshetze der reichsitalienischen Presse, o. O. 1915 (Digitalisat).

## Varia
Hirn war Mitglied der katholischen Studentenverbindungen AV Austria Innsbruck (ab 1867), KaV Marco-Danubia Wien, KÖStV Austria Wien und KaV Norica Wien sowie der 1892 in Wien gegründeten Leogesellschaft. Gemeinsam mit seinem Freund Professor Josef Eduard Wackernell gab er 1897 im Auftrag der Gesellschaft das Sammelwerk „Quellen und Forschungen zur Geschichte, Literatur und Sprache Österreichs und seiner Kronländer“ heraus. Sein bekanntester Schüler war der Statthalterei-Archivar, Historiker, Politiker und erste Bundeskanzler der Republik Österreich, Michael Mayr. Hirn war ein Verwandter des Historikers Ferdinand Hirn. Er war verheiratet und Vater einer Tochter.